# Пельс, Петер ван
Петер Арон ван Пельс (нем. Peter Aron van Pels; 8 ноября 1926 — 10 мая 1945) — сын Августы и Германа ван Пельсов и один из восьми человек, скрывавшихся с 1942 по 1944 года в убежище вместе с Анной Франк, с которой у него незадолго до ареста начались романтические отношения. Петер и его родители не пережили депортацию и скончались в концлагерях. Из всех умерших в нацистских лагерях жителей убежища Петер умер самым последним.
В литературной версии дневника Анна изначально хотела вывести Петера под псевдонимом Альфред ван Даан (нидерл. Alfred van Daan), но в изданной версии его имя было изменено на Петер ван Даан (нидерл. Peter van Daan).

## Биография
Родился в еврейской семье Германа ван Пельса (род. 31 марта 1898 г.) и Августы Рёттген (род. 29 сентября 1900 г.) на улице Мартинштрассе. Родители поженились 5 декабря 1925 года. Со стороны отца Петер был на четверть голландцем. В Оснабюрке Петер пошёл в израильскую начальную школу на Роландштрассе, где, по воспоминаниям его выживших одноклассников, он хоть и был скромным и застенчивым, но хорошо играл в футбол.
После того, как Адольф Гитлер пришёл к власти в Германии и НСДАП победила на муниципальных выборах во Франкфурте в 1933 году, в Германии резко возрос антисемитизм и начали вводиться дискриминационные законы против еврейского населения. Из-за этого дед Петера по отцовской линии Арон, который владел компанией, торгующей ингредиентами для колбасных изделий, и в которой также работал Герман, вынужден был бросить свой бизнес, который после этого был ликвидирован. 26 июня 1937 года Петер с родителями эмигрировали в Нидерланды, куда ещё в 1935 году переселилась его тётя по отцовской линии Хенни.
Они поселились в Амстердаме в месте Южный Амстеллаан. Здесь Герман принял предложение его давнего делового друга Отто Франка и пошёл работать в качестве консультанта и торгового специалиста в его новую фирму «Пектакон», которая как раз занималась закупкой ингредиентов для производства колбасных изделий. Ван Пельсы и Франки часто проводили вместе досуг по выходным дням, но у Петера не было каких-либо близких отношений с дочерями Отто, Анной и Марго.
После того, как в мае 1940 года Германия оккупировала Нидерланды, Петер вынужден был оставить школу. В отличие от сестёр Франк он не стал продолжать образование и пошёл работать подмастерьем в еврейскую мебельную фирму. Не за долго до того, как уйти в убежище, Петер прошёл курсы по обивке мебели.

## Убежище
В Убежище, которое было организовано в задней части здания, в котором располагался склад фирмы «Опекта», Ван Пельсы пришли 13 июля 1942 года, через неделю после Франков. Петер был единственным в Убежище, у кого была своя отдельная комната.
В Убежище Петер в основном колол дрова или мастерил предметы мебели. Отто Франк позже вспоминал, что его дочери и Петер первое время очень мало общались между собой, и какое-то время Петер был довольно апатичен, но потому он присоединился к ним под впечатлением того, что Анна и Марго продолжили самообразование под руководством Отто. Согласно дневнику Анны, Петер, после освобождения, хотел отправиться в Голландскую Ост-Индию и работать там на плантации.
Хотя Анна почти полтора года в Убежище упоминала Петера в своём дневнике в основном лишь в шутливом или неприязненном тоне, к началу 1944 года они очень сблизились. Катализатором их отношений стала сама Анна, которой хотелось иметь рядом кого-то, кому она могла рассказать о своих размышлениях. Хотя в начале Анна в своём дневнике выражает сомнение, что влюбилась в Петера, потому что ей казалось, что она видит в нём замену другому мальчику, в которого была влюблена до Убежища, Люцу Петеру Шиффу (тот был старше Анны, поэтому не воспринимал её всерьёз), но в конечном итоге она окончательно убедилась, что теперь влюблена в него. И хотя именно Петер стал первым мальчиком, с которым Анна поцеловалась, незадолго до ареста она пришла к печальному выводу, что Петер никогда не станет для неё тем другом, на которого она так надеялась, поэтому немного отдалилась от него, но Петер этого со своей стороны не сделал.

## Арест и смерть
Спустя более чем двух лет проживания в Убежище все скрывавшиеся в нём были арестованы 4 августа 1944 года по поступившему доносу. Все восемь человек (Петер, его родители, семья Франк и Фриц Пфеффер) были арестованы и четыре дня содержались в тюрьме на улице Ветерингсханс, а затем были помещены в лагерь Вестерборк, где, как уклонившиеся от повесток, они были помещены в «штрафное отделение» и направлены на самые тяжёлые работы. Заключённых Вестерборка не держали изолировано по половому признаку, поэтому, по воспоминаниям очевидцев, Анна и Петер проводили всё свободное время вместе.
3 сентября все восемь нелегалов были депортированы в Освенцим, где по прибытии Петер вместе с отцом были отделены от его матери. В Освенциме Петер работал в почтовом отделении, из-за чего получал дополнительный паёк. В январе 1945 года он был определён в «Марш смерти». Отто Франк, который в тот момент находился в больничном бараке (Петер делил с ним свой паёк), узнав об этом, советовал Петеру тоже попасть туда, но Петер посчитал, что в «Марше» у него будет больше шансов выжить. Последний раз Отто видел Петера в ночь с 17 на 18 января 1945 года, когда Петер в составе отобранных заключённых шёл к воротам лагеря. Петер был депортирован в концлагерь Маутхаузен, куда он прибыл 25 января. Через четыре дня после карантина его перевели в один из внешних лагерей в Мельк. Однако там он заболел и 11 апреля был возвращён в Маутхаузен, где его поместили в санитарное отделение.
Долгое время на основе данных Красного Креста, ошибочно считалось, что Петер умер 5 мая 1945 года (незадолго до освобождения лагеря). В конечном итоге были обнаружены документы убытия заключённых, показывающие, что Петер скончался 10 мая, уже после освобождения.